# Liste der Extrempunkte Aserbaidschans
Die Liste der Extrempunkte Aserbaidschans gibt an, wo die nördlichste, die östlichste, die südlichste und die westlichste sowie die höchste und die niedrigste Stelle der Republik Aserbaidschan liegt.

## Geographische Extrempunkte

### Geographie
Norden: Balakən (41° 54′ 0″ N, 46° 25′ 0″ O)
Süden: Astara (38° 24′ 0″ N, 48° 39′ 0″ O)
Westen: Sədərək (39° 42′ 0″ N, 44° 46′ 0″ O)
Osten: Chilov, Baku (40° 18′ 0″ N, 50° 33′ 0″ O)

### Höhen und Tiefen
Maximale Höhe: Bazardüzü, Qəbələ, 4466 m ü.NHN (40° 18′ 0″ N, 47° 51′ 28″ O)
Minimale Höhe: Kaspisches Meer, −28 m